# Clovis Lassalle
Clovis Lassalle (Alès (Gard), 1864. június 9. – Prat-Bonrepaux (Ariège), 1937. szeptember 13.) francia fényképész, fotóriporter, rózsakeresztes.

## Élete
Teljes nevén Clovis, Marie, Charles Lassalle 1864. június 9-én született a fényképész Eugène-Jean Lassalle fiaként. Aktív évei alatt (1884-1934) Toulouse-ban élt és tevékenykedett a rue de l'Etoile 32. szám alatt.
1901. augusztus 31-én feleségül vette Henriette Marie Combes-t.
A fényképészet számos ágát művelte, fotózott újságoknak, kiadványokat illusztrált, régészeti kutatásokban segédkezett fotósként, de ipari-kereskedelmi célú munkái is voltak. Tagja volt a dél-francia régészeti társaságnak, kapcsolatban állt a Académie des jeux floraux szépirodalmi társaság tagjaival, mint pl. Firmin Boissinnal.

## Rózsakeresztesség
Harvey Spencer Lewis feljegyzéseiből, illetve egy Lassalle-tól kapott levélből származik az az állítás, miszerint Clovis Lassalle a toulouse-i rózsakeresztesek tagja volt és 1909-es ott-tartózkodása során vele kellett találkoznia a Clémence Isaure festményt szemlélve a városháza Salle des Illustres képtermében. Magas tisztséget viselt, de nem ő volt a nagymester.
Lassalle közeli kapcsolatban volt Saunière abbéval, a rennes-le-château-i plébánossal, melyről kettejük személyes hangvételű levelezése árulkodik.

## Művei

### Kiadványok közreműködőjeként
- François Galabert. Album de paléographie et de diplomatique, fotók: Clovis Lassalle (francia nyelven) (1913),[9] paleográfiai kiadvány, korabeli dokumentumok, diplomáciai iratok hasonmás kiadása

### Fotók
|  |  |  |